# 유니버설 리퍼블릭 레코드
유니버설 리퍼블릭 레코드(Universal Republic Records)는 미국 뉴욕에 본사를 둔 주요 메이저 레코드 레이블의 이름이다. 2006년 리프먼 형제에 의해 설립되었다. 현재는 유니버설 뮤직이 소유하고있다.
2012년 원래 이름이었던 리퍼블릭 레코드로 다시 바꾸었다.